# Clytie illunaris
Clytie illunaris là một loài bướm đêm trong họ Erebidae.